# Revestiment antireflector

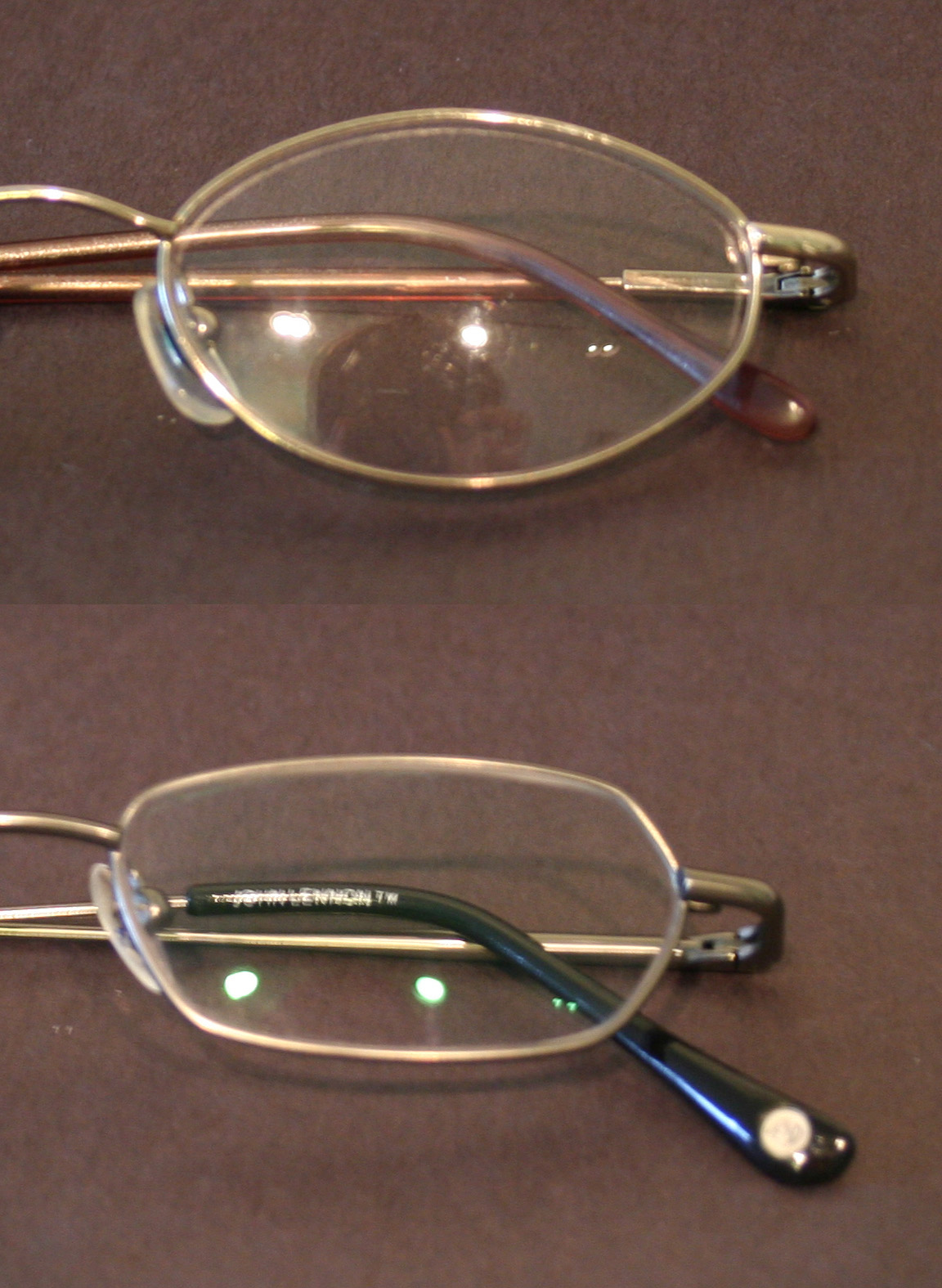
Supresíó de reflexos en lents o ulleres; superior sense tractament antireflector, inferior amb tractament antirreflectant.

Un revestiment antireflector o revestiment anti-reflexió (AR) és un tipus de revestiment òptic aplicat a la superfície de les lents i altres elements òptics per reduir la reflexió de la llum incident. Els revestiments antireflectors s'utilitzen en una àmplia varietat d'aplicacions en les que la llum passa a través d'una superfície òptica, i es desitja una baixa pèrdua o baixa reflexió. Els exemples inclouen recobriments anti-reflex en les lents correctives i elements de lent d'una càmera i revestiments antireflectors sobre les cèl·lules solars.

## Avantatges
En els cas dels sistemes òptics senzills, el revestiment antireflector millora la seva eficiència, ja que es perd menys llum. En els sistemes complexos com ara un telescopi, la reducció de reflexes també millora el contrast de la imatge per l'eliminació de llum paràsita. Això és especialment important en l'astronomia planetària. En altres aplicacions, el principal benefici és l'eliminació de la reflexió en si, aquest revestiment en les lents de les ulleres fa que els ulls de qui les porta siguin més visible per als altres.
En definitiva en disminuir al màxim els reflexos a les ulleres o lents antirreflectants, s'elimina la visió amb imatges dobles, s'eviten enlluernaments i s'incrementa el contrast. D'aquesta manera es guanya en comoditat, es pot gaudir d'una visió més relaxada i més neta, disminuint la fatiga ocular.

## Procediments
Per obtenir el tractament antirreflectant de vidres es poden emplear diferents processos:
- Efecte d'ulls d'arna: a causa de l'estructuració de les superfícies amb configuracions que són més petites que la longitud d'ona de la llum es disminueix la reflexió

- Index-matching: Aquest tractament consisteix a aplicar sobre la superfície de la lent una capa d'un material transparent l'índex de refracció del qual té un valor intermedi entre el de l'aire i el del vidre de la lent, i l'espessor de la qual és de 0,25 de la longitud d'ona del component de la llum la reflexió de la qual es vol reduir. En aquestes condicions, la llum incident d'aquesta longitud d'ona passa tota al vidre, perquè les dues reflexions que sofreix (una en la superfície aire-recobriment i una altra en la superfície recobriment-vidre) estan en oposició de fase i s'interfereixen destructivament, cancel·lant-se mútuament.[2]

- Índex de refracció–promitg: S'aplica una capa prima sobre el substrat de vidre, la que se selecciona amb un índex de refracció que idealment no reflecteix cap llum.

## Història
K,,Els revestiments amb el mètode index-matching van ser ja descoberts per Lord Rayleigh el 1886 i el 1904 Harold Dennis Taylor de la companyia Cooke va desenvolupar un mètode químic per a la producció de tals revestiments.
Els recobriments a base d'interferència es van inventar i van desenvolupar el 1935 per Alexander Smakula, que treballava per a la companyia òptica Carl Zeiss. Els recobriments antireflectors eren un secret militar alemany fins a les primeres etapes de la Segona Guerra Mundial. Katharine Burr Blodgett i Irving Langmuir van desenvolupat revestiments antireflectors orgànics coneguts com a pel·lícules de Langmuir-Blodgett cap al final de 1930.

## Teoria

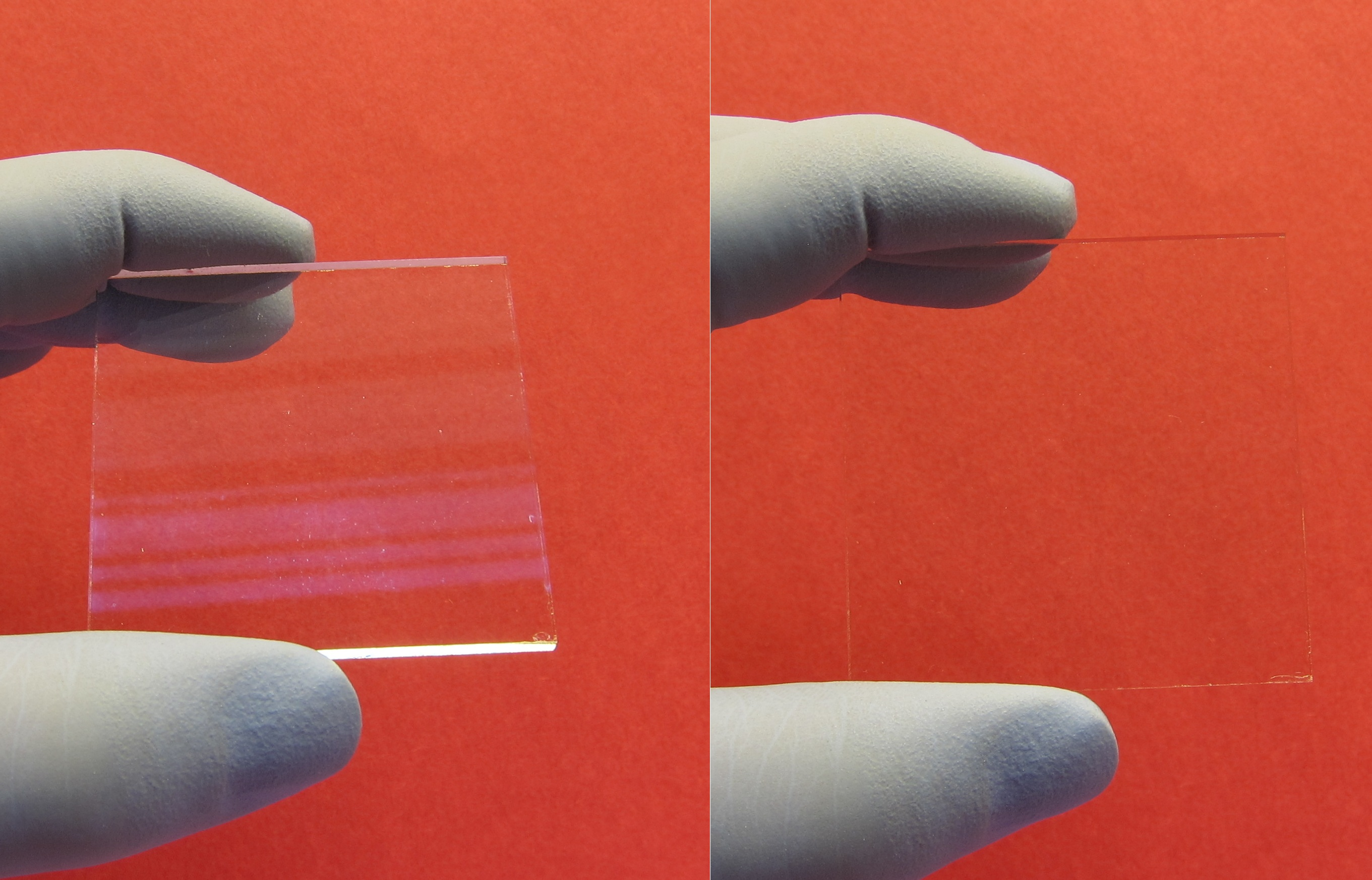
Un cristall amb revestiment antireflector, que es mostra amb un angle d'incidència de la llum de 45° i 0°

Hi ha dues causes separades d'efectes òptics a causa dels recobriments, sovint anomenats efectes de pel·lícula gruixuda i de pel·lícula prima. Els efectes de pel·lícula gruixuda sorgeixen a causa de la diferència en el índex de refracció entre les capes per damunt i per sota del revestiment (o pel·lícula); en el cas més simple, aquestes tres capes són l'aire, el revestiment i el vidre. Els recobriments de pel·lícula gruixuda no depenen del grossor del recobriment, sempre que el recobriment sigui molt més gruixut que una longitud d'ona de llum. Els efectes de pel·lícula prima sorgeixen quan el grossor del recobriment és aproximadament el mateix que una cambra o la meitat d'una longitud d'ona de llum. En aquest cas, els reflexos d'una font de llum constant es poden fer per afegir destructivament i, per tant, reduir els reflexos mitjançant un mecanisme separat. A més de dependre molt del grossor de la pel·lícula i la longitud d'ona de la llum, els recobriments de pel·lícula prima depenen de l'angle en el qual la llum incideix en la superfície recoberta.

### Reflexió
Sempre que un raig de llum es mou d'un mitjà a un altre (per exemple, quan la llum entra en un tros de vidre després de viatjar a través de l'aire), una part de la llum es reflecteix des de la superfície (coneguda com a interfície) entre els dos mitjans. Això es pot observar en mirar a través d'una finestra, per exemple, on es pot veure un reflex (feble) de les superfícies frontal i posterior del vidre de la finestra. La força de la reflexió depèn de la relació dels índexs de refracció dels dos mitjans, així com de l'angle de la superfície al feix de llum. El valor exacte es pot calcular utilitzant les equacions de Fresnel.
Quan la llum es troba amb la interfície a incidència normal (perpendicularment a la superfície), la intensitat de la llum reflectida ve donada pel coeficient de reflexió, o reflectància, R:
{\displaystyle R=\left({\frac {n_{0}-n_{S}}{n_{0}+n_{S}}}\right)^{2},}
on n0 i nS són els índexs de refracció del primer i segon mitjà respectivament. El valor de R varia de 0 (sense reflexió) a 1 (tota la llum reflectida) i generalment s'expressa com un percentatge. Complementari a R és el coeficient de transmissió, o transmitància, T. Si no es consideren l'absorció i la dispersió, llavors el valor T és sempre 1 - R. Així, si un raig de llum amb intensitat I incideix sobre la superfície, un raig d'intensitat RI es reflecteix, i un raig amb intensitat TU es transmet al mitjà.

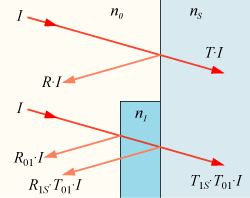
Reflexió i transmissió d'una superfície revestida i sense revestir.

Per al cas simplificat de llum visible viatjant des de l'aire (n0 ≈ 1.0) al vidre comú (nS ≈ 1.5), el valor de R és 0.04, o 4%, en una sola reflexió. Llavors, com a màxim, el 96% de la llum (T = 1 - R = 0,96) realment ingressa al vidre i la resta es reflecteix des de la superfície. La quantitat de llum reflectida es coneix com a pèrdua per reflexió.
En l'escenari més complicat de múltiples reflexos, diguem amb la llum que viatja a través d'una finestra, la llum es reflecteix tant quan es passa de l'aire al vidre com en l'altre costat de la finestra quan es passa del vidre a l'aire. La grandària de la pèrdua és el mateix en tots dos casos. La llum també pot rebotar d'una superfície a una altra diverses vegades, reflectint-se parcialment i transmetent-se parcialment cada vegada que ho fa. En total, el coeficient de reflexió combinat ve dau per 2 R / (1 + R). Per al vidre en l'aire, això és aproximadament el 7,7%.

### Pel·lícula de Rayleigh
Com va observar Lord Rayleigh, una pel·lícula prima (com el desenllustrament) en la superfície del vidre pot reduir la reflectividad. Aquest efecte pot explicar-se imaginant una fina capa de material amb índex de refracció n1 entre l'aire (índex n0) i el vidre (índex nS). El raig de llum ara es reflecteix dues vegades: una des de la superfície entre l'aire i la capa prima, i una vegada des de la interfície capa-vidre.
A partir de l'equació anterior i els índexs de refracció coneguts, es poden calcular les reflectivitats per a ambdues interfícies, denominades R01 i R1S respectivament. La transmissió en cada interfície és, per tant, T01 = 1 - R01 i T1S = 1 - R1S. La transmitància total en el vidre és, per tant, T1ST01. Calcular aquest valor per a diversos valors de n1, es pot trobar que a un valor particular d'índex de refracció òptim de la capa, la transmitància d'ambdues interfícies és igual, i això correspon a la transmitància total màxima en el vidre.
Aquest valor òptim ve dau per la mitjana geomètrica dels dos índexs circumdants:
{\displaystyle n_{1}={\sqrt {n_{0}n_{S}}}.}
Per a l'exemple del vidre (nS ≈ 1,5) en l'aire (n0 ≈ 1,0), aquest índex de refracció òptim és n1 ≈ 1,225.
La pèrdua de reflexió de cada interfície és d'aproximadament l'1,0% (amb una pèrdua combinada del 2,0%) i una transmissió total T1S T01 d'aproximadament el 98%. Per tant, un recobriment intermedi entre l'aire i el vidre pot reduir a la meitat la pèrdua per reflexió.

### Recobriments d'interferència
L'ús d'una capa intermèdia per formar un revestiment antireflector pot considerar-se anàleg a la tècnica d'adaptació d'impedància de senyals elèctrics. (Un mètode similar s'usa en la investigació de fibra òptica, on de vegades s'usa un oli d'igualació d'índex per vèncer temporalment la reflexió interna total de manera que la llum pugui acoblar-se dins o fora d'una fibra). el procés a diverses capes de material, barrejant gradualment l'índex de refracció de cada capa entre l'índex de l'aire i l'índex del substrat.
No obstant això, els recobriments antireflectors pràctics es basen en una capa intermèdia no solament per la seva reducció directa del coeficient de reflexió, sinó que també utilitzen l'efecte d'interferència d'una capa prima. Suposi que el grossor de la capa es controla amb precisió, de manera que és exactament una cambra de la longitud d'ona de la llum en la capa (λ / 4 = λ0/(4 n1), on λ0 és la longitud d'ona del buit). La capa es denomina revestiment de cambra d'ona. Per a aquest tipus de revestiment, un raig normalment incident I, quan es reflecteix des de la segona interfície, viatjarà exactament la meitat de la seva pròpia longitud d'ona més lluny que el feix reflectit des de la primera superfície, la qual cosa provocarà una interferència destructiva. Això també és cert per a capes de recobriment més gruixudes (3λ / 4, 5λ / 4, etc.), no obstant això, el rendiment antireflector és pitjor en aquest cas a causa de la major dependència de la reflectància en la longitud d'ona i l'angle d'incidència.
Si les intensitats dels dos fas R1 i R₂ són exactament iguals, interferiran destructivament i es cancel·laran entre si, ja que estan exactament desfasats. Per tant, no hi ha una reflexió de la superfície, i tota l'energia del feix ha d'estar en el raig transmès, T. En el càlcul de la reflexió d'una pila de capes, es pot utilitzar el mètode de matriu de transferència.

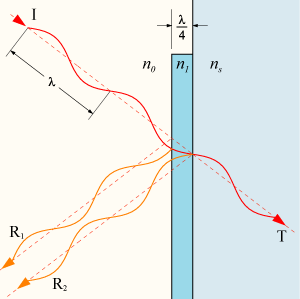
Interferència en un recobriment antireflector d'una cambra d'ona.

Els revestiments reals no aconsegueixen un rendiment perfecte, encara que són capaços de reduir el coeficient de reflexió d'una superfície a menys del 0,1%. A més, la capa tindrà el grossor ideal per a una sola longitud d'ona de la llum. Altres dificultats són trobar materials adequats per al seu ús en vidre ordinari, ja que poques substàncies útils tenen l'índex de refracció necessari (n ≈ 1,23) que farà que tots dos rajos reflectits siguin exactament iguals en intensitat. Sovint s'utilitza el fluorur de magnesi (MgF₂), ja que és resistent i pot aplicar-se fàcilment als substrats mitjançant deposició física de vapor, encara que el seu índex és més alt del desitjable (n = 1,38).
És possible reduir encara més l'índex utilitzant múltiples capes de revestiment, dissenyades de tal manera que les reflexions de les superfícies sofreixin la màxima interferència destructiva. Una forma de fer-ho és afegir una segona capa d'una cambra d'ona d'espessor de major índex entre la capa de baix índex i el substrat. La reflexió de les tres interfícies produeix interferència destructiva i antirreflexió. Altres tècniques utilitzen espessors variables dels revestiments. Utilitzant dos o més capes, cadascuna d'elles d'un material triat per donar la millor coincidència possible de l'índex de refracció i la dispersió desitjats, solen aconseguir-se revestiments antireflectors de banda ampla que cobreixen la gamma visible (400-700 nm) amb reflectivitats màximes inferiors al 0,5%.

### Interferència en un revestiment antireflector de quart d'ona
Els recobriments reals no aconsegueixen un rendiment perfecte, encara que són capaços de reduir el coeficient de reflexió superficial a menys del 0,1%. A més, la capa tindrà el grossor ideal per a una sola longitud d'ona de llum diferent. Altres dificultats inclouen trobar materials adequats per al seu ús en vidre ordinari, ja que poques substàncies útils tenen l'índex de refracció requerit (n ≈ 1,23) que farà que tots dos rajos reflectits tinguin exactament la mateixa intensitat. El fluorur de magnesi (MgF 2) s'utilitza sovint, ja que és resistent i es pot aplicar fàcilment als substrats mitjançant deposició física de vapor, encara que el seu índex és més alt del desitjable (n = 1,38).
És possible una major reducció mitjançant l'ús de múltiples capes de revestiment, dissenyades de manera que els reflexos de les superfícies sofreixin una interferència destructiva màxima. Una forma de fer això és agregar una segona capa d'índex més alt d'una cambra d'ona d'espessor entre la capa d'índex baix i el substrat. El reflex de les tres interfícies produeix interferències destructives i antireflectores. Altres tècniques utilitzen diferents espessors dels revestiments. En usar dos o més capes, cadascuna d'un material triat per donar la millor coincidència possible de l'índex de refracció i la dispersió desitjats, s'obtenen recobriments antireflectors de banda ampla que cobreixen el rang visible (400-700 nm) amb reflectivitats màximes de menys del 0,5%. comunament assolible.
La naturalesa exacta del recobriment determina l'aspecte de l'òptica recoberta; Els recobriments AR comuns en ulleres i lents fotogràfiques sovint es veuen quelcom blavoses (ja que reflecteixen una mica més de llum blava que altres longituds d'ona visibles), encara que també s'usen recobriments tenyits de verd i rosa.
Si l'òptica revestida s'usa amb una incidència anormal (és a dir, amb rajos de llum no perpendiculars a la superfície), les capacitats antireflectores es degraden alguna cosa. Això ocorre perquè la fase acumulada en la capa relativa a la fase de la llum reflectida immediatament disminueix a mesura que augmenta l'angle des del normal. Això és contrari a la intuïció, ja que el raig experimenta un major canvi de fase total en la capa que per a la incidència normal. Aquesta paradoxa es resol observant que el raig sortirà de la capa desplaçat espacialment des d'on va entrar i interferirà amb els reflexos dels rajos entrants que van haver de viatjar més lluny (acumulant així més fase pròpia) per arribar a la interfície. L'efecte net és que la fase relativa es redueix realment, desplaçant el revestiment, de manera que la banda antireflectora del revestiment tendeix a moure's a longituds d'ona més curtes a mesura que s'inclina l'òptica. Els angles d'incidència anormals també solen fer que la reflexió sigui depenent de la polarització .

### Recobriments texturitzats
La reflexió es pot reduir texturitzant la superfície amb piràmides 3D o ranures 2D (reixetes). Aquest tipus de revestiment texturitzat es pot crear utilitzant, per exemple, el mètode Langmuir-Blodgett.
Si la longitud d'ona és major que la grandària de la textura, la textura es comporta com una pel·lícula d'índex de degradat amb reflexos reduïts. Per calcular la reflexió en aquest cas, es poden utilitzar aproximacions mitjanes efectives. Per minimitzar la reflexió, s'han proposat diversos perfils de piràmides, com a perfils cúbics, quíntics o exponencials integrals.
Si la longitud d'ona és menor que la grandària de la textura, la reducció de la reflexió es pot explicar amb l'ajuda de l'aproximació de l'òptica geomètrica : els rajos han de reflectir-se moltes vegades abans que s'enviïn de retorn cap a la font. En aquest cas, la reflexió es pot calcular mitjançant traçat de rajos.
L'ús de textura també redueix la reflexió per a longituds d'ona comparables amb la grandària de la funció. En aquest cas, cap aproximació és vàlida i la reflexió es pot calcular resolent numèricament les equacions de Maxwell.
Les propietats antireflectores de les superfícies texturitzades es discuteixen bé en la literatura per a una àmplia gamma de relacions de grandària a longitud d'ona (inclosos els límits d'ona llarga i curta) per trobar la grandària de textura òptim.